# طواف إسبانيا 1968
طواف إسبانيا 1968 هو سباق دراجات هوائية أقيم في إسبانيا بتاريخ 25 أبريل – 12 مايو، تكون السباق من 18 مرحلة وامتدّ لمسافة 3014 كم بسرعة 38.4 كم/س، استغرق السباق 78 ساعة 29 دقيقة 00 ثانية. فاز به الإيطالي فيليتشي جيموندي.

## الترتيب
| م                     | الدرّاج          | البلد   | الزمن                     |
| --------------------- | --------------- | ------- | ------------------------- |
| الفائز بالترتيب العام | فيليتشي جيموندي | إيطاليا | 78 ساعة 29 دقيقة 00 ثانية |
| حسب النقاط            | يان يانسين      | هولندا  | -                         |